# Mountain Province
Mountain Province (tagalog : Lalawigang Bulubundukin) est une province des Philippines.

## Villes et municipalités

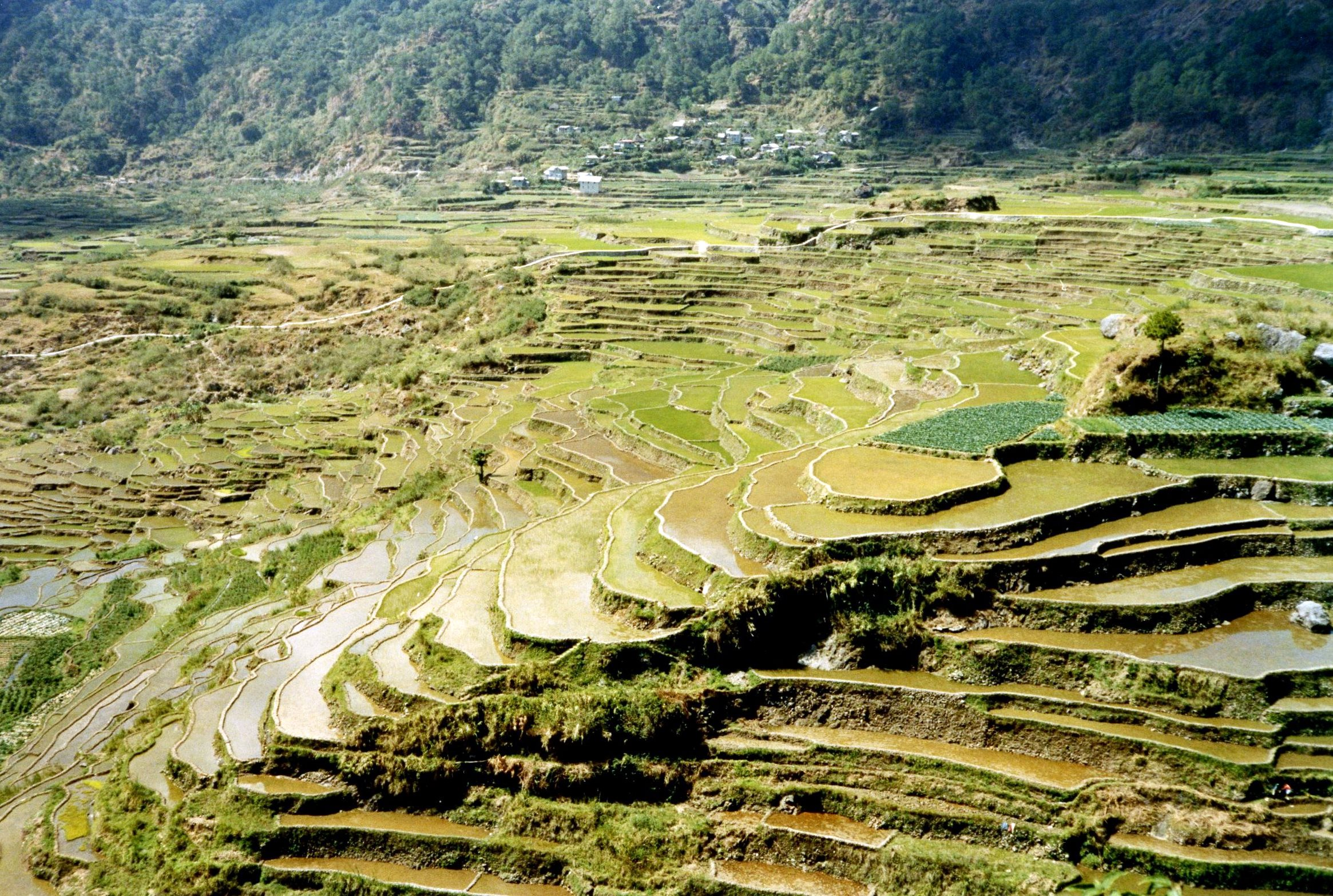
Cultures en terrasses dans la municipalité de Sagada (1990).

Municipalités
- Barlig
- Bauko
- Besao
- Bontoc
- Natonin
- Paracelis
- Sabangan
- Sadanga
- Sagada
- Tadian